# Aleksander Mańkowski (pisarz)
Aleksander Mańkowski (ur. 6 czerwca 1855 w Sahince na Podolu, zm. 12 lutego 1924 w Carpegni we Włoszech) – polski pisarz.
Studiował w Karlsruhe i Dreźnie, zaś w latach 1877–1878 na Uniwersytecie Jagiellońskim. Od roku 1888 przebywał we Włoszech.

## Twórczość
- 1879 – Niedobrana para (opowiadanie)
- 1887 – Dziwak (komedia)
- 1889 – Pan Wojciech (opowiadanie)
- 1890 – Hrabia August (opowiadanie)
- 1897 – Moja Helenka (opowiadanie)
- 1901 – Jadzia (dramat)
- 1906 – Dwużeniec (dramat)
- 1906 – Złodziej (dramat)